# ژیرایر
هاروتیون مارتیروس بویاجیان (به ارمنی: Հարություն-Մարտիրոս Պոյաճյան) با نام مستعار ژیرایر (به ارمنی: Ժիրայր) یک رهبر فدایی ارمنی بود. برادر بزرگتر وی هامبارتسوم بویاجیان بود.
وی از اعضای حزب سوسیال دموکرات هنچاکیان بود.